# Wei Guoqing
Wei Guoqing, född 2 september 1913, död 14 juni 1989, var en kinesisk militär, ämbetsman, och kommunistisk politiker.
Han föddes i Guangxi-provinsen och tillhörde zhuang-folket. År 1929 anslöt han sig till den kinesiska Röda armén och steg i graderna under Deng Xiaopings befäl.
Wei var militär rådgivare åt Ho Chi Minh under 1950-talet och spelade en viktig roll i Folkrepubliken Kinas relationer till Nordvietnam. År 1954 representerade han tillsammans med Zhou Enlai Kina vid Genèvekonferensen.
Åren 1973–1987 var han ledamot av politbyrån i Kinas kommunistiska parti. Som tillhörande en etnisk minoritet är Wei unik i att ha uppnått en så ledande ställning i kinesisk politik.